# L'arrelament
L'arrelament (en francés: L'Enracinement, prélude à une déclaration des devoirs envers l'être humain) és una obra de la filòsofa  Simone Weil, publicada el 1949 per Albert Camus en la col·lecció «Espoir» que dirigia en l'editorial Gallimard. El manuscrit restà inacabat. Com tots els llibres de Weil, es va publicar pòstumament.
L'obra examina les causes del malestar social, cultural i espiritual que, segons Simone Weil, afligia la civilització del segle xx, en concret Europa, i també la resta del món. El "desarrelament" es defineix com una condició quasi universal que resulta de la destrucció dels vincles amb el passat i la dissolució de la comunitat. Simone Weil especifica els requisits que s'han de complir perquè els pobles puguen tornar a sentir-se arrelats, culturalment i espiritual, al seu entorn, tant al passat com respecte a les expectatives de futur. L'assaig estudia els corrents polítics, culturals i espirituals que s'han de fomentar perquè les persones tinguen accés a fonts d'energia que els ajuden a dur una vida plena, alegre i moralment bona. Un tema principal n'és la necessitat de reconéixer la naturalesa espiritual del treball.
L'arrelament es considera l'obra més famosa de Simone Weil i ha provocat una varietat de respostes, des de ser descrita com una obra d'"originalitat excepcional i amplitud de simpatia humana" fins a "un recull de disbarats atroços".

## Context històric
Simone Weil escrigué L'arrelament en el marc dels serveis a la França Lliure. Havia escrit al juliol del 1942 a Maurice Schumann, el seu antic company del Liceu Henri IV, aleshores portaveu de l'organització, perquè la hi integràs. Schumann intervingué en nom seu davant André Philip, comissari de l'interior, que la presentà. Arribà a Londres al desembre del 1942. La nomenaren editora i treballà sota la direcció de Philip, que s'havia unit a de Gaulle el 1942, i Francis-Louis Closon, que hi arribà a l'estiu del 1941. La comissió en què feren les seues activitats la va crear al desembre del 1941 René Cassin per a reflexionar sobre la França de postguerra. Segons Albert Camus, de Gaulle havia demanat “un informe sobre les possibilitats de recuperació de França" i volia una nova declaració de drets humans després de l'Alliberament. El treball de la comissió va conduir, independentment del que havia realitzat Simone Weil, a la publicació d'una declaració el 14 d'agost del 1943. Cassin, que continuà aquest projecte en l'ONU després de la guerra, esdevingué un dels principals redactors de la Declaració Universal de Drets Humans adoptada el 1948. Havia estat un dels primers a fer costat a de Gaulle i s'hi uní a Londres al juny del 1940. Els pensaments de Simone Weil, però, en prengueren una direcció diferent: en desacord amb l'orientació de la França Lliure, en concret pel que feia a la funció de Gaulle, en va dimitir al juliol del 1943.
Com la majoria dels textos de Simone Weil, tret dels Cahiers en què va incloure les seues reflexions metafísiques, i les cartes o articles sobre qüestions religioses destinats als seus corresponsals o a les revistes, L'arrelament està dictat per fets històrics i polítics que per a ella eren importants i donaven oportunitat al qüestionament filosòfic. L'arrelament forma part d'un conjunt de textos escrits durant els seus darrers mesos, a Anglaterra, entre desembre del 1942 i agost del 1943. Entre aquests textos, La persona i les coses sagrades i Estem lluitant per la justícia? constitueixen, amb el preludi titulat Estudi per a una declaració d'obligacions cap als éssers humans, desenvolupaments filosòfics inseparables de la seua "gran feina". Durant aquest període prolífic va escriure altres textos a l'entorn de L'arrelament, també importants des del punt de vista polític, històric i filosòfic. El preludi, en concret, fa d'introducció a L'arrelament, el fonament filosòfic del qual s'estableix a partir de la noció de bé absolut o total.
Tot i que part del treball aborda solucions específiques que remetien sobretot a l'estat francés de la dècada dels 1940, la major part tracta sobre problemes socials, polítics i culturals generals i, per tant, té un interés filosòfic i polític durador. Aquest interés destaca en els prefacis de la traducció anglesa i de les edicions franceses de L'arrelament. L'escriptor T. S. Eliot escriu que "aquest llibre pertany a la categoria de prolegòmens a la política que els polítics rares vegades lligen i que la majoria no n'entendria ni ho sabrien aplicar. Tals obres no influeixen en la guia actual dels afers públics. Aquest és un d'aquests assaigs que els joves haurien d'estudiar abans que no tinguen temps per a fer-ho i la seua capacitat de pensament siga anihilada per les campanyes electorals i les assemblees parlamentàries; llibres l'efecte dels quals, esperem, se sentirà en l'actitud mental de la propera generació". Florence de Lussy afirma que l'assaig "té un evident caràcter premonitori respecte del desordre i les inconsistències del nostre temps. És urgent llegir-lo". L'edició de L'arrelament en les Obres completes de Simone Weil inclou dos pròlegs. En el primer, Patrice Rolland, després d'explicar la naturalesa de la relació de Simone Weil amb la França lliure, presenta aquest assaig com un projecte que té una dimensió alhora política i patriòtica, mentre que Robert Chenavier, en el segon pròleg, insisteix en l'aspecte espiritual del projecte.

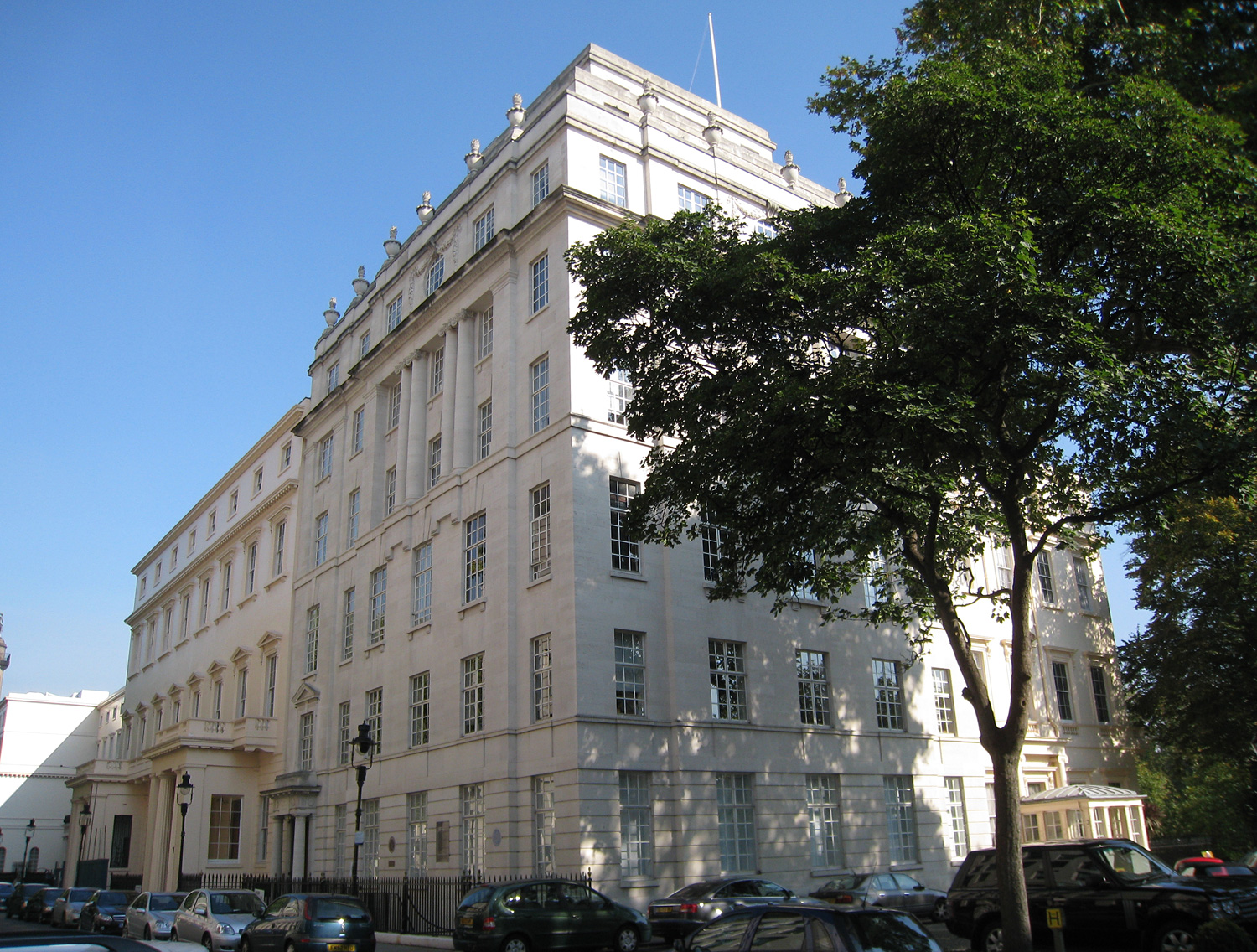
Jardins Carlton, 4, Londres. Durant la Segona Guerra Mundial, l'edifici servia de seu provisional del moviment de Resistència de la França Lliure. Weil hi estigué destinada mentre escrivia L'arrelament

L'espiritualitat del treball fou una idea que va ocupar Simone Weil al llarg de la seua carrera. Segons el seu biògraf Richard Rees, tot el treball de la seua vida es pot considerar un intent de dilucidar aquest concepte que ella considerava la gran idea original d'Occident. L'autora presentava el treball físic com el tipus de treball més adequat per a tenir una connexió directa amb Déu. La seua anàlisi es basa en un període d'un any com a obrera en una fàbrica i en alguns períodes com a jornalera al camp.

## Temes
L'assaig es divideix en tres parts. La primera se'n subdivideix en catorze seccions, i cadascuna tracta d'una necessitat humana específica. En conjunt, se les denomina “necessitats de l'ànima”. La segona part se subdivideix en tres seccions, que parlen sobre el concepte de desarrelament en relació amb la vida urbana, la vida rural i la nacionalitat. La tercera part és una de sola i analitza les possibilitats d'inspirar una nació. Només una petita part de l'assaig estudia les solucions específiques que s'aplicaren a l'estat francés en la dècada dels 1940.

### La noció de bé absolut
El fonament de l'obligació moral és l'exigència del bé absolut que rau en cada ésser humà, present tothora en la "consciència universal", com ho demostren els escrits més antics conservats per la humanitat. Simone Weil explica en el preàmbul de L'arrelament que el bé viu en el cor de l'ésser humà independentment dels fets que es manifesten en un món material que sembla rebutjar qualsevol tipus de transcendència. Les referències a la noció de bé transcendent, remeses al text del prefaci, són freqüents en aquesta obra.
La necessitat i l'equilibri de poder constitueixen el principi d'acció de les coses en el món. El bé és el ressort pròpiament humà de l'acció moral. D'acord amb Simone Weil, hi ha realitats l'existència de les quals no es pot pas negar i que són totalment irreductibles: com ara la justícia, la bondat o la bellesa. La bellesa del món, per exemple, és senyal que alguna cosa resisteix la prova del dubte o la desesperació, i ens remet al "nostre desig de bé". El mateix succeeix amb el bé del qual són capaços les persones, almenys les que es diuen santes o sàvies, o simplement les "persones de bona voluntat", que no deixen de sorprendre amb la seua amabilitat i generositat fins i tot als detractors més escèptics o pessimistes de l'espècie humana.
Els éssers humans creuen que desitgen tota mena de béns relatius que es troben en el món. El que realment volen, però, el món no els ho pot pas donar directament. Perquè el que volen no és d'aquest món, no es troba ací: del vertader bé "mai no trobaran cap objecte en aquest món". El que les persones desitgen per sobre de tot és el bé total i absolut, i alhora "desconegut", del qual la bellesa del món, les obres d'art i les accions que anomenem belles, bones o sàvies són el reflex o manifestació en la realitat material.
Simone Weil parla d'"aquesta demanda d'un bé absolut" o "de bé total", com d'"una realitat situada fora del món, açò és, fora de l'espai i del temps, fora de l'univers mental humà, fora de tot el domini que les facultats humanes poden assolir". L'única manera de captar aquest bé, d'accedir a aquesta realitat, és amb l'atenció i l'amor, que fan possible el compliment de l'obligació en la pràctica. Simone Weil situa així la preexistència de l'obligació moral en la transcendència del bé que s'encarna universalment en cada ésser humà. "Fora d'aquest univers, més enllà del que les facultats humanes poden captar, hi ha una realitat a la qual correspon en el cor humà l'exigència del bé total que es troba en cada persona. D'aquesta realitat provenen totes les coses bones ací a la terra, totes les obligacions".

### Les necessitats de l'ànima

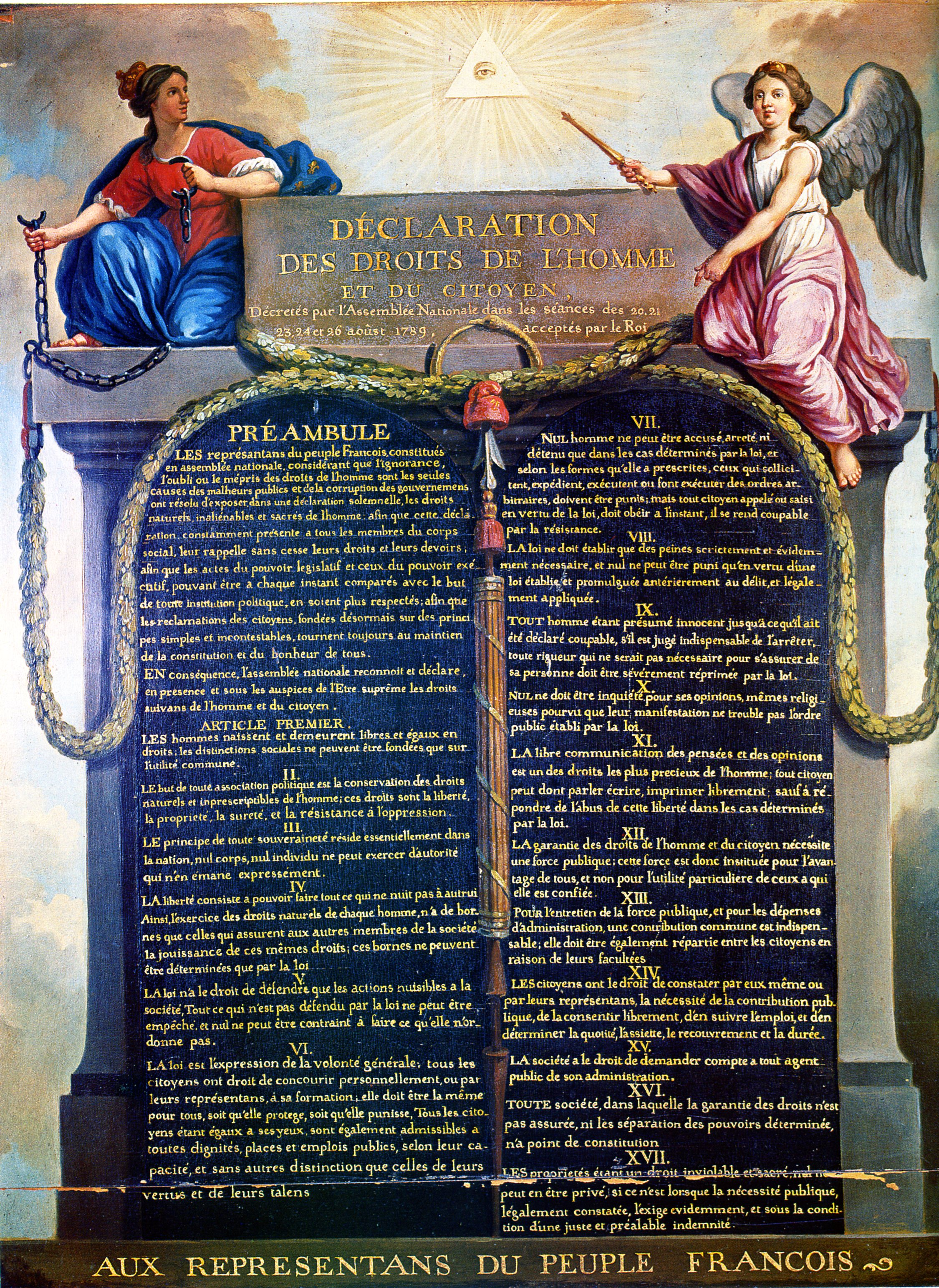
Declaració dels Drets humans i de la ciutadania del 1789

La primera part comença amb una anàlisi de les obligacions i els drets. Simone Weil afirma que les obligacions són més importants que els drets, perquè un dret sols té sentit en la mesura en què els altres complisquen l'obligació de respectar-lo. Una persona sola en l'univers, explica, tindria obligacions, però no pas drets. Els drets són "subordinats i relatius" a les obligacions. L'autora pensa que els qui van dirigir la Revolució francesa s'enganyaren quan basaren les idees per a una nova societat en la noció de drets en lloc d'obligacions, i suggereix que un sistema basat en obligacions hauria estat millor. Simone Weil afirma que mentre que els drets estan subjectes a condicions variables, les obligacions són "eternes", "situades per sobre d'aquest món" i "independents de les condicions", i s'apliquen a tots els éssers humans. Tanmateix, les activitats reals que les obligacions ens exigeixen realitzar poden variar depenent de les circumstàncies. L'obligació més fonamental implica respectar les necessitats essencials dels altres: les "necessitats de l'ànima".
L'autora basa les seues idees sobre les necessitats de l'ànima tot esmentant que les tradicions cristiana, egípcia i altres han mantingut punts de vista morals semblants al llarg de la història, sobretot sobre l'obligació d'ajudar als qui passen fam. Això, diu l'autora, serviria de model per a altres necessitats de l'ànima. Fa una diferenciació entre necessitats físiques (com ara l'alimentació, la calefacció i l'atenció mèdica) i les no físiques, que tenen a veure amb el "costat moral" de l'existència. Tots dos tipus en són vitals, i la seua privació fa que una persona caiga en un estat "més o menys semblant a la mort".
Simone Weil hi estudia amb un cert detall els col·lectius. Diu que les obligacions no vinculen els col·lectius, sinó els individus que els componen. Els col·lectius han de ser respectats, no per si mateixos, sinó perquè són “aliment de la humanitat”. Els col·lectius que no ho siguen –col·lectius nocius o inútils– haurien de ser erradicats.
La resta de la primera part es divideix en seccions que analitzen les necessitats essencials de l'ànima, que segons Simone Weil corresponen a les necessitats corporals bàsiques, com la necessitat d'aliment, calor i medicines. Considera que aquestes necessitats poden agrupar-se en parells antitètics, com ara les de descans i activitat, o de calor i fred, i que se satisfan millor quan s'aconsegueix un equilibri que permeta omplir totes dues necessitats alhora. En les comunitats en què estan satisfetes totes les necessitats essencials hi haurà una "florida de fraternitat, d'alegria, de bellesa i de felicitat".

#### Ordre
L'ordre s'introdueix com una necessitat preeminent. Simone Weil ho defineix com una disposició de la societat que minimitza les situacions en què cal elegir entre obligacions no compatibles.

#### Llibertat
La llibertat es considera la capacitat de prendre decisions significatives. Es reconeix que les societats han de tenir normes per al bé comú que limiten la llibertat fins a un cert punt. Simone Weil pensa que aquestes normes no disminueixen la llibertat si compleixen unes condicions; si el seu objectiu és fàcil de comprendre i no n'hi ha massa, llavors els individus madurs i de bona voluntat no haurien de trobar-les opressives. Això s'il·lustra en descriure l'hàbit de "no menjar coses repugnants o perilloses" com una cosa que no és una violació de la llibertat. Les úniques persones que se sentirien limitades per aquestes normes serien infantils.

#### Obediència
L'obediència és una necessitat essencial de l'ànima sempre que siga del tipus que sorgeix del consentiment lliurement donat per a obeir un conjunt determinat de normes o les ordres d'un dirigent. L'obediència motivada per la por a les sancions o el desig de recompensa és servilisme i no té valor. Considera que és important que l'estructura social tinga un objectiu comú, l'essència del qual puga ser compresa per tots, perquè la gent puga valorar el propòsit de normes i ordres.

#### Responsabilitat
Simone Weil diu que tots tenim la necessitat de sentir-nos útils i fins i tot essencials per als altres. L'ideal seria que poguessen prendre si més no algunes decisions i tenir l'oportunitat de mostrar iniciativa, a més a més de fer el seu treball. La persona aturada, per exemple, es veu privada d'aquesta necessitat. Simone Weil adverteix que, per a les persones de caràcter fort, aquesta necessitat s'estén a la responsabilitat moral d'assumir el paper de dirigent si més no durant part de la seua vida, i que una vida comunitària florent proporcionarà prou oportunitats perquè tot el món tinga el seu torn per a donar ordres als altres.

#### Igualtat
La igualtat és una necessitat essencial quan es defineix com el reconeixement que totes les persones tenen dret al mateix respecte com a éssers humans, sense tenir-ne en compte les diferències. Simone Weil aconsella que una societat ideal hauria d'implicar un equilibri entre igualtat i desigualtat. Tot i que hi hauria d'haver mobilitat social tant cap amunt com cap avall, si els xiquets i xiquetes tenen una oportunitat igual de progressar basant-se en les seues habilitats, tota persona que treballàs en un ofici de "baixa categoria" seria vist com algú que hi ha arribat per les seues deficiències. Simone Weil diu que una organització social ideal implicaria exigir als qui tenen poder i privilegis un estàndard de conducta més alt que als qui no els tenen; en particular, un delicte comés per un patró contra empleats hauria de ser castigat molt més severament que un delicte comés per un empleat contra el patró.

#### Jerarquia
Simone Weil hi parla sobre la importància d'un sistema jeràrquic en què se sent devoció pels superiors, no com a individus, sinó com a símbols. La jerarquia representa l'ordre del regne celestial i ajuda a encaixar dins el lloc moral.

#### Honor
L'honor és la necessitat d'una mena especial de respecte, a més a més del respecte que se li deu a tot ésser humà. L'honor d'una persona es relaciona amb el grau en què la seua conducta s'ajusta a certs criteris, que varien segons l'entorn social en què habita. La necessitat d'honor se satisfà millor quan les persones participen en una tradició noble compartida. Perquè una professió satisfaça aquesta necessitat, ha de tenir una associació capaç de "mantenir viu el record de tot el cabal de noblesa, heroisme, probitat, generositat i geni aplicats a l'exercici d'aquesta professió".

#### Càstig
Es debaten dues menes de càstig necessari. Els càstigs disciplinaris reforcen la consciència de l'individu, i li donen suport extern en la lluita contra la caiguda en el vici. La segona i més important mena de càstig és la punitiva. Simone Weil considera que, en un cert sentit, la comissió d'un delicte col·loca l'individu fora de la cadena d'obligacions que formen la bona societat, i que el càstig és bàsic per a reintegrar l'individu en la societat legal.

#### Llibertat d'opinió
Simone Weil diu que és essencial que les persones siguen lliures per a expressar qualsevol opinió o idea. Adverteix, però, que no s'han d'expressar opinions molt nocives en els mitjans de comunicació, que s'encarreguen de modelar l'opinió pública.

#### Seguretat
La seguretat, la descriu com la llibertat davant la por i el terror, tret de circumstàncies breus i excepcionals. Considera que la por permanent provoca una "semiparàlisi de l'ànima".

#### Risc
Simone Weil opina que el risc, en la mesura adequada, pot ser prou per a protegir-nos d'un tipus perjudicial d'avorriment i ensenyar-nos com lluitar escaientment amb la por, però no ha de ser pas tant com perquè la por ens domine.

#### Propietat personal
Weil escriu que l'ànima sofreix sentiments d'aïllament si es veu privada d'objectes que puga dir propis, que puguen servir com a extensions del cos. Aconsella que, sempre que es puga, les persones haurien de ser propietàries de les seues cases i de les eines del seu ofici.

#### Propietat col·lectiva
La necessitat de propietat col·lectiva se satisfà quan les persones, des de les més riques fins a les més pobres, tenen un sentit compartit de propietat i gaudi dels edificis públics, el territori i els fets.

#### Veritat
Simone Weil opina que la necessitat de la veritat és la més sagrada de totes les necessitats, i es veu compromesa quan les persones no tenen accés a fonts d'informació fiables. Com que els treballadors solen mancar de temps per a verificar el que llegeixen en llibres i mitjans de comunicació, els escriptors que introdueixen errors evitables haurien de rendir-ne comptes. S'hauria de prohibir la propaganda, i les persones que menteixen en els mitjans haurien de rebre sancions greus.

### Desarrelament
L'autora concep el desarrelament com una situació en què les persones manquen de connexions fondes i vives amb l'entorn. Açò s'agreuja si també manquen de participació en la vida comunitària. Les persones desarrelades no tenen pas connexions amb el passat ni un sentit del seu lloc integrat en el món. El desarrelament té moltes causes, i dues de les més importants són la conquesta d'un país per estrangers i la creixent influència dels diners, que tendeixen a corroir la majoria de les altres maneres de motivació.

#### Desarrelament a les ciutats

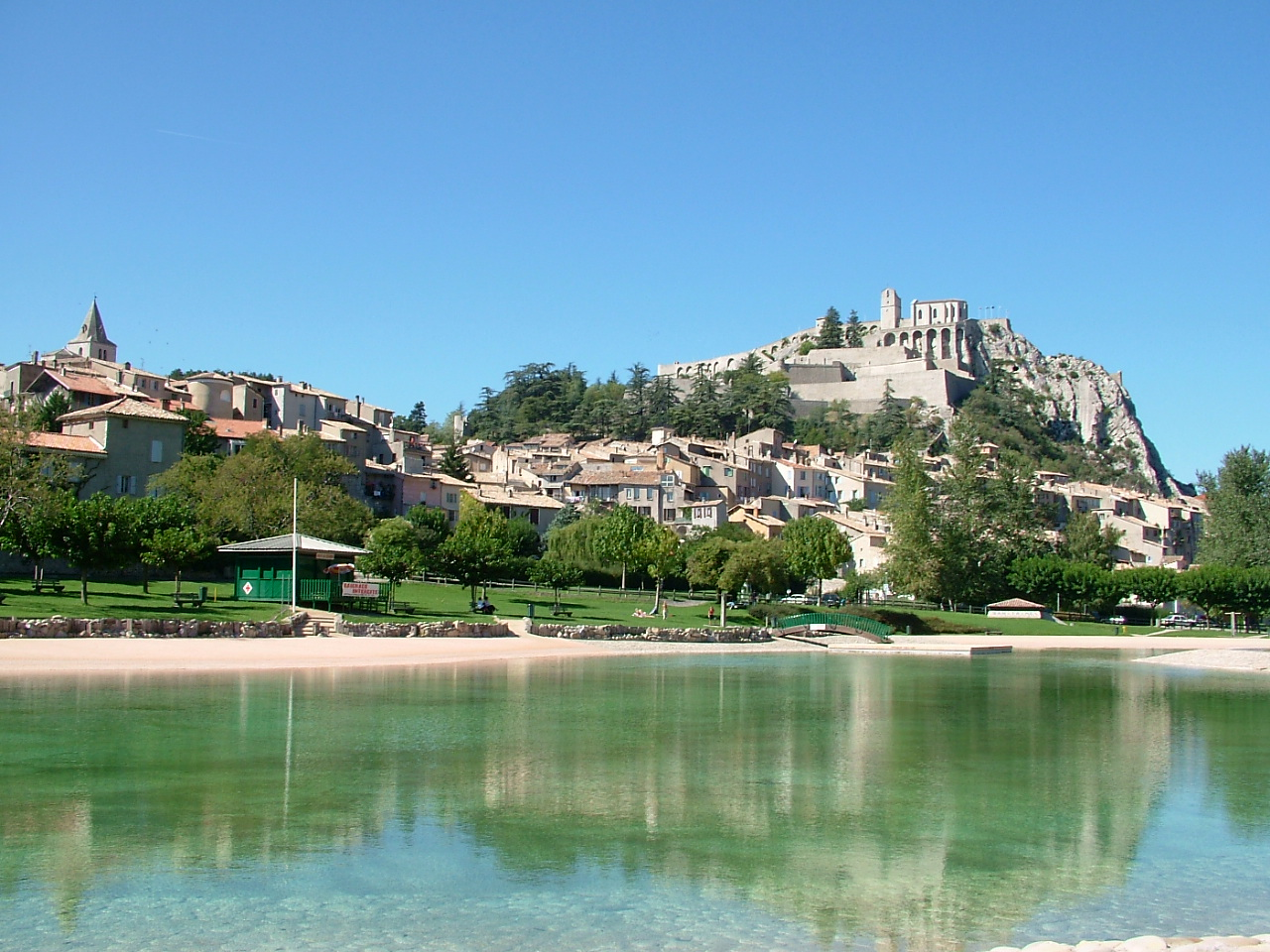
Sisteron al sud-est de l'estat francés. Weil considerava que la civilització naixent que existia a la Provença abans de la Croada albigesa tenia una cultura en què el treball estava lliure de tota "taca d'esclavitud" i es reconeixia la dimensió espiritual del treball

Simone Weil afirma que a l'estat francés del segle XX i en altres llocs la condició de desarrelament és més avançada a les ciutats, sobretot entre els treballadors pitjor pagats que tenen una dependència total dels diners. El seu desarrelament és tan sever que és com si els haguessen bandejat del seu país i després els haguessen reintegrat temporalment per tolerància, obligats per patrons opressius a concentrar quasi tota la seua atenció en la faena pesada i a preu fet. Per als ciutadans pobres que no tenen pas faena, la situació encara és pitjor: l'atur es considera com a "desarrelament al quadrat".
La bretxa que s'ha anat obrint des del Renaixement entre l'alta cultura i la massa del poble és un altre factor que propicia el desarrelament. L'educació hui sols té un efecte limitat a l'hora d'ajudar a crear arrels, perquè la cultura acadèmica ha perdut la connexió tant amb aquest món com amb el proper. Molts acadèmics s'han obsessionat amb l'aprenentatge no pas pel desig de saber, sinó per la utilitat que proporciona per a aconseguir prestigi social.
Simone Weil analitza com el desarrelament és una condició que s'autopropaga, i en dona l'exemple dels governs italians i alemanys després de la Primera Guerra Mundial, com a pobles desarrelats que es dedicaren a desarrelar-ne altres. Qui té arrels no desarrela pas ningú: Simone Weil considera que els pitjors exemples de mala conducta per part de l'estat espanyol i l'anglés durant l'era colonial eren els seus "aventurers" que mancaven de connexions profundes amb la vida dels seus estats. Tant l'esquerra com la dreta tenen activistes que volen que la classe treballadora torne a tenir arrels, però en l'esquerra hi ha un contingent considerable que simplement vol que tots es reduïsquen al mateix nivell de desarrelament del proletariat; i en la dreta hi ha un sector que vol que els treballadors continuen desarrelats per a poder explotar-los millor. La desunió impedeix que els activistes ben intencionats hi tinguen efecte.
Un altre factor que trava els esforços de reforma és la tendència de la naturalesa humana a no fixar-se en les desgràcies: analitza com els sindicats sovint gasten la major part de les seues energies per a protegir els interessos especials dels relativament rics, i bandegen els febles que estan sent més oprimits, com ara el jovent, les dones i els persones immigrants.
Simone Weil planteja mesures per a tractar el desarrelament urbà. Pensa que es pot fer poc pels adults desarrelats, però que seria més fàcil rescatar la propera generació. Un dels seus primers suggeriments és eliminar el xoc psíquic que experimenten els treballadors joves quan passen per l'escola -en què les figures d'autoritat es preocupen pel seu benestar- al món del treball, en què són només l'"engranatge d'una màquina". Un altre mal que cal remeiar és l'exclusió dels treballadors de la part imaginativa en l'estratègia de les seues empreses.
Les màquines s'han de dissenyar tenint en vista les necessitats dels treballadors i treballadores, no sols les demandes d'una producció rendible. Suggereix que si les persones tenen una introducció adequada al treball quan són infants, els qui tendeixen a veure el lloc de treball com un món intrigant reservat als adults tindrien una experiència laboral sempre "il·luminada per la poesia". Simone Weil també adverteix que seria de gran valor recuperar els aprenentatges.
Simone Weil explica que moltes de les queixes dels treballadors sorgeixen d'obsessions creades per l'angoixa i que la millor manera de reaccionar-hi no és pas apaivagar-los les obsessions sinó solucionar l'angoixa subjacent; llavors tota mena de problemes en la societat desapareixen.
També caldria reformar l'educació. S. Weil diu que brindar-los als treballadors una alta cultura de manera que hi puguen fer suggeriments és molt més simple del que els objectors esperen. No cal intentar transmetre grans volums de literatura, perquè una mica de veritat pura il·lumina l'ànima tant com molta veritat pura. S'han d'explorar les relacions entre els temes educatius i la vida quotidiana tal com l'experimenten els treballadors i treballadores. Sense diluir l'alta cultura, les seues veritats haurien d'expressar-se en un llenguatge "perceptible al cor".
Considera que per a abolir el desarrelament urbà seria essencial establir formes de producció industrial i cultural amb què els treballadors i treballadores poguessen sentir-se com a casa; i analitza reformes que recomana per a l'estat francés després de la guerra.

#### Desarrelament en el camp
Simone Weil explica que, tot i que el desarrelament no està tan avançat al camp com a la ciutat, les necessitats dels llauradors i llauradores haurien de rebre la mateixa atenció que les dels treballadors industrials: en primer lloc perquè és contrari a la natura que la terra la treballen individus desarrelats i, en segon lloc, perquè una de les causes de l'angoixa dels llauradors és el sentiment que els moviments progressistes els ignoren en favor dels treballadors industrials.
Entre les exigències d'un llaurador o llauradora hi ha una forta necessitat de posseir terres, la qual cosa és important perquè se senten arrelats. L'avorriment pot ser-hi un problema, perquè molts pagesos fan el mateix treball durant tota la vida, a partir dels 14 anys si fa no fa. Simone Weil suggereix que s'hauria d'establir una tradició perquè els joves llauradors, al final de l'adolescència, es prenguen uns mesos de descans per a viatjar, semblant al Tour de França que solia existir per als aprenents d'artesans. Qui ho desitge, també hauria de poder tornar a estudiar durant un any o dos.
Les comunitats rurals requereixen mètodes d'ensenyament distints als de les ciutats. L'ensenyament religiós és pertinent al camp, amb èmfasi en escenes pastorals de la Bíblia. La ciència s'hi ha de presentar en termes dels grans cicles naturals, com l'energia del sol que es captura amb la fotosíntesi, es concentra en llavors i fruits, passa a les persones i després torna en part al sòl a mesura que aquestes consumeixen energia treballant la terra. Simone Weil considera que si els llauradors tenen idees científiques i religioses ben adaptades mentre treballen el camp, això augmentarà la seua apreciació de la bellesa i "impregnarà la seua faena de poesia"
En les darreres pàgines d'aquesta secció, Simone Weil s'atura en el tema central: la gran vocació del nostre temps és crear una civilització que reconega la naturalesa espiritual del treball. Hi estableix més paral·lelismes entre el mecanisme espiritual i el físic, i en posa exemples de paràboles de la Bíblia sobre les llavors i després analitza la nostra comprensió científica sobre com les plantes arriben a la superfície consumint l'energia de les llavors i després creixen cap a la llum. Simone Weil hi diu que es podrien establir paral·lelismes semblants per als treballadors i treballadores de les ciutats. Considera que si les persones poden tenir idees tant espirituals com científiques convergint en el fet del treball, aleshores fins el cansament associat al treball pot transformar-se per a bé, i esdevenir "el dolor que fa que la bellesa del món penetre directament en el nucli del cos humà".
Simone Weil deplora la tendència de l'educació a formar els treballadors i treballadores perquè sols pensen intel·lectualment en les seues hores d'oci. Pensa que si bé no cal parar esment conscient a les idees fonamentals mentre es treballa, sempre hi haurien d'estar presents en segon pla. Simone Weil hi posa el cas de dues dones que es dediquen a cosir: l'una és una feliç mare embarassada i l'altra, una presonera. Mentre totes dues tenen l'atenció ocupada pels mateixos problemes tècnics, la dona embarassada mai no oblida pas la vida que li creix a dintre, mentre que la presonera sempre té por al càstig. S. Weil diu que el problema social es reflecteix en les actituds contrastants de les dones. Analitza les dues maneres principals de grandesa: la falsa grandesa basada en la conquesta del món  i la veritable grandesa, que és espiritual.
Com succeeix amb qualsevol idea elevada, cal anar amb compte a promoure la unió del treball i l'espiritualitat, perquè no reste desacreditada pel cinisme i la sospita, i per tant resulte impossible d'assolir. Simone Weil, però, indica que no caldria que les autoritats ho promocionassen en excés, perquè seria una solució al problema que és en boca de tots respecte de la manca d'equilibri creada per una ciència material en ràpida evolució que no ha anat acompanyada de progrés social o espiritual. També indica que el moviment cap al reconeixement de l'espiritualitat laboral podria ser adoptat per totes les classes socials –seria ben rebut per progressistes i conservadors per igual, i fins i tot els comunistes ateus no s'oposarien a la idea, perquè algunes cites de Karl Marx deploraven la manca d'espiritualitat en el món capitalista laboral–, de manera que el moviment podria crear unitat.

#### Desarrelament i nacionalitat
Simone Weil lamenta el fet que la nació haja esdevingut l'únic col·lectiu accessible a la majoria de la gent i que encara estiga, si més no en part, arrelat. Analitza com s'han desarrelat institucions més grans i més menudes que la nació, com ara la cristiandat, la vida regional i local, i la família. Quant a la família, per a la majoria de persones s'ha reduït a la unitat nuclear d'home, dona i fills. Els germans i germanes ja en són una mica distants, i molt pocs presten la més mínima consideració als familiars que van morir més de 10 anys abans que ells nasquessen, o als que naixeran després que ells hagen mort.
S'analitzen els problemes concrets que afecten els francesos i que deriven de la seua història particular: l'odi a la reialesa i la desconfiança cap a qualsevol mena d'autoritat central per la successió de reis en la majoria cruels que van seguir Carles V; la tendència instigada per Richelieu que veié l'estat "absorbint totes les formes de vida" de les institucions no estatals; la desconfiança cap a la religió provocada per l'Església en alinear-se amb l'estat; el renaixement de l'esperit dels treballadors després de la Revolució que es desfeu amb la massacre de la Comuna de París del 1871; la contrareacció que hi hagué després de la Primera Guerra Mundial, perquè durant la guerra el poble francés s'havia esforçat més enllà del que es preveu per les energies limitades que podia extraure dels seus disminuïts sentiments patriòtics.
Hi enraona sobre alguns problemes relacionats amb el patriotisme: com alguns manquen de patriotisme, mentre que per a uns altres el patriotisme és una motivació massa feble per a les exigències de la guerra. Un altre problema és que per a alguns el patriotisme rau en una idea falsa de grandesa, en l'èxit que la seua nació ha tingut en conquistar-ne d'altres; aquesta mena de patriotisme pot dur les persones a fer els ulls grossos davant qualsevol mal que el seu país haja comés. Simone Weil hi diu que la manera ideal de patriotisme s'hauria de basar en la compassió. Compara els sentiments sovint antagònics i orgullosos que deriven d'un patriotisme basat en la grandesa, amb la calidesa d'un patriotisme basat en un tendre sentiment de pietat i en la consciència de com un país és en darrera instància fràgil i perible. Un patriotisme basat en la compassió permet veure els defectes del país, sense deixar d'estar disposat a fer-hi el màxim sacrifici.

### El creixement de les arrels
La secció darrera tracta sobre els mètodes mitjançant els quals es pot inspirar un poble cap al bé, i com es pot encoratjar una nació a retrobar les seues arrels. Simone Weil hi analitza com, en contrast amb l'explosió de coneixements sobre mètodes per a treballar amb materials, la gent creu que no hi ha cap mètode per als afers espirituals. Pensa que tot en la creació depén del mètode, i pren com a exemple els mètodes espirituals aconsellats per Joan de la Creu.
Inspirar una nació és, per açò, una tasca que s'ha d'emprendre metòdicament. Per a això és essencial orientar les persones en la direcció del bé i, alhora, proporcionar-los-hi la motivació necessària, per tal de donar-los energia per a l'esforç requerit. Els mètodes disponibles per a inspirar una nació se centren, per tant, en l'acció pública de les autoritats com a educació. Simone Weil escriu que aquesta és una idea molt difícil de capir, perquè si més no des del Renaixement l'acció pública ha estat quasi exclusivament un mitjà per a exercir el poder.  Simone Weil enumera cinc maneres en què l'acció pública podria servir per a educar una nació:
- Despertant esperances i temors amb promeses i amenaces.
- Amb suggeriments.
- Mitjançant l'expressió oficial de pensaments prèviament no expressats que ja eren en la ment del poble.
- Amb l'exemple
- Per la modalitat de les accions.

Simone Weil considera que, tot i que les dues primeres vies s'entenen bé, no són pas escaients per a infondre inspiració a un poble. Els tres mètodes restants podrien ser molt més eficaços, actualment, però, cap administració no té massa experiència en el seu ús. El tercer mètode, tot i que no manca de similituds superficials amb el poder suggeridor de la propaganda, pot, en les circumstàncies adequades, ser una eina molt eficaç per al bé. Simone Weil escriu que en l'actualitat (al 1943), les autoritats de la resistència francesa tenien una estranya oportunitat d'inspirar al seu poble perquè, si bé les seues accions tenien un caràcter oficial, no eren autoritats estatals reals i, per això, no despertaven el cinisme que els francesos tradicionalment senten pels governants.
L'autora enumera quatre obstacles que dificulten inspirar un poble cap a la bondat genuïna. En primer lloc, una falsa concepció de la grandesa, basada en el prestigi del poder i la conquesta. Simone Weil pensa que l'estat francés estava essencialment encara motivat pel mateix sentit de grandesa que impulsava a Hitler. Altres obstacles hi són la idolatria dels diners, un sentit degradat de la justícia i una manca d'inspiració religiosa.  Només analitza en profunditat el primer i el darrer problema esmentat.
S. Weil afirma que abans del segle xvi si fa no fa, la religió i la ciència s'unien en la recerca del saber; de llavors ençà, però, s'han separat i en alguns casos fins s'han tornat mútuament hostils: sovint la religió és la perdedora en la batalla per l'opinió pública. L'autora indica que la religió i la ciència podrien reconciliar-se si s'infongués en totes dues l'esperit de la veritat; malgrat les afirmacions contràries d'alguns científics, la set de debò no és una motivació comuna per a la ciència. Com a exemple, esmenta l'hàbit dels matemàtics d'ocultar deliberadament les proves de les seues troballes, i així demostren que estaven motivats per instints competitius i pel desig de ser reconeguts per sobre dels seus companys. Simone Weil suggereix que l'estudi més elevat de la ciència és la bellesa del món.
En les darreres pàgines de l'assaig, S. Weil torna a analitzar l'espiritualitat del treball, i hi presenta l'argument que el treball físic és espiritualment superior a totes les altres formes de treball, com ara la planificació tècnica, el comandament, l'art o la ciència.

### Albert Camus i l'edició de l'obra de Simone Weil

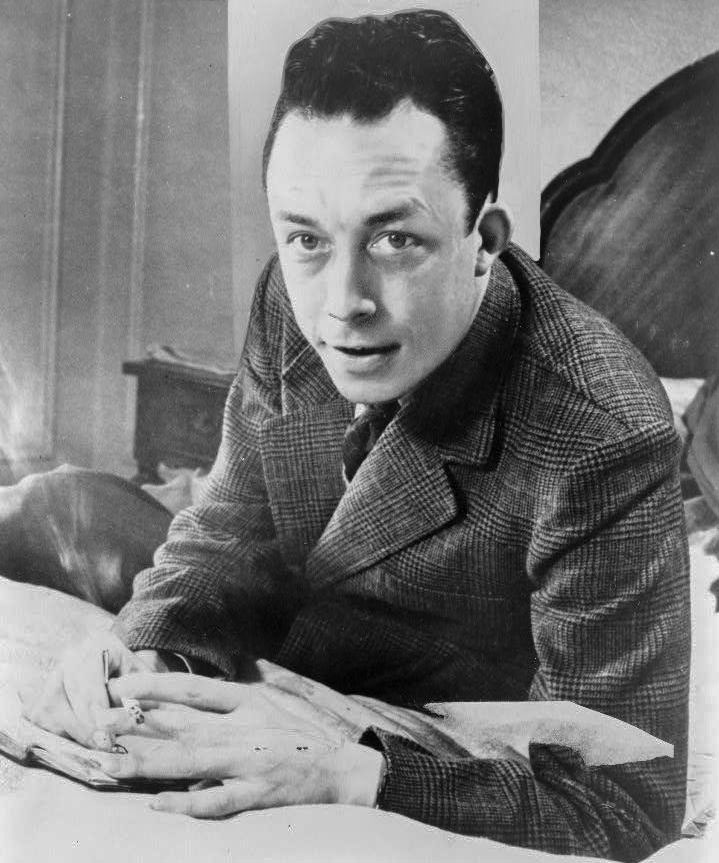
Albert Camus el 1957

Roger Quilliot, primer editor de les obres de Camus en La Pléiade, indica que aquest descobrí Simone Weil "després de l'Alliberament", i que es comprometé a publicar-li la part essencial de l'obra. "Apreciava la seua independència d'esperit, la intransigència que la duia a un compromís total. Admirava la llicenciada en filosofia que havia experimentat directament, sense desgana ni mentides, la condició de maniobra; que s'havien unit als republicans antifranquistes, sense callar els seus errors; que havia rebutjat el mercat negre durant l'ocupació. Ella era l'honestedat encarnada, que es deixava morir […] per a no trair. Convertida finalment en cristiana, rebutjà tota Església en un esperit d'universalitat".
De fet, Albert Camus es mostrà entusiasmat en llegir Simone Weil, a qui considerava “l'única gran ment del nostre temps". Lector de Gallimard des del 1943, edità els principals textos de Simone Weil en la col·lecció Espoir que fundà després de la guerra. L'arrelament fou el primer títol de la filòsofa que publicà. Entre el 1949 i el 1968 aparegueren en aquesta col·lecció onze compilacions dels seus textos més importants.

## Avaluació i acollida

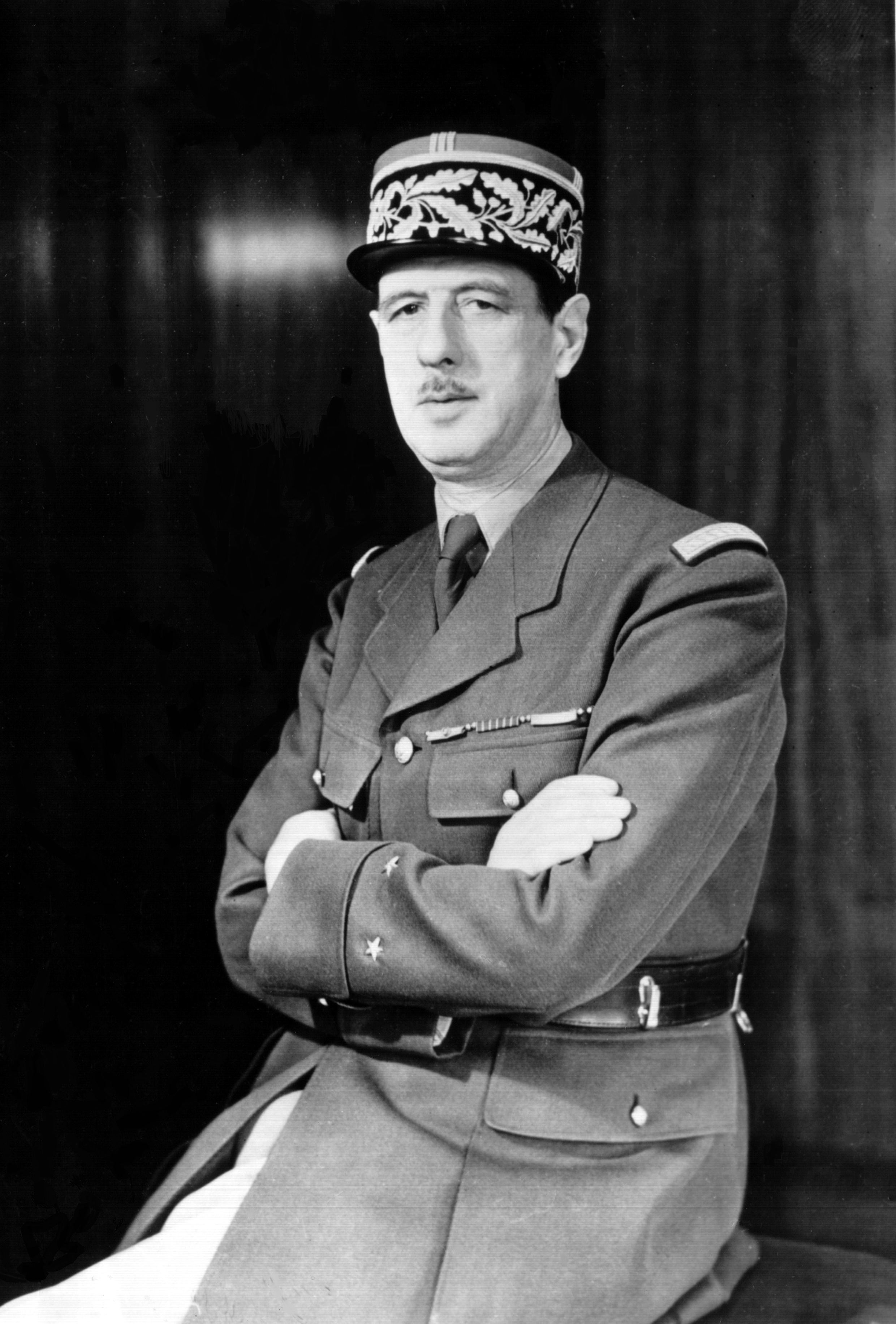
El general De Gaulle era el líder del Moviment de la França Lliure, però tenia poc de temps per al seu treball i es negà a llegir la totalitat de L'arrelament

El primer biògraf anglés de Simone Weil, Richard Rees, escrigué que aquesta obra es pot descriure com una recerca sobre les causes de la infelicitat i algunes propostes per a guarir-la. Al 1966, deia que contenia més del que l'època de llavors necessitava entendre i més de la crítica que necessitava escoltar del que qualsevol altre escriptor del segle xx hagués estat capaç d'expressar. Segons Stephen Plant, el 1996, L'arrelament continuava sent tan rellevant llavors com ho fou en la dècada dels 1940, quan la majoria dels obrers europeus treballaven en la indústria pesant. T. S. Eliot elogià el judici equilibrat, la perspicàcia i el bon sentit de l'obra.
El Times Literary Supplement va dir que aquest assaig tracta de política en el "més ampli sentit aristotèlic del terme" i mostra "una originalitat excepcional i un alé de simpatia humana".
Per a l'estudiós de Weil Sian Milers, aquest llibre és l'expressió més completa del pensament social de Simone Weil.
De Gaulle, per contra, s'hi mostrà menys impressionat, desestimà les seues recomanacions i només va llegir a mig fer la majoria dels informes. En general, molt poques de les idees de Simone Weil es posaren en pràctica durant les operacions que seguiren a l'alliberament de l'estat francés; un dels pocs signes directes de la seua influència fou que es va incloure una llista d'obligacions amb una llista de drets en un comunicat de premsa lliure francés d'agost del 1943.
En la presentació de L'arrelament que escrigué per al Bulletin de la <i>La Nouvelle Revue Française</i>, Albert Camus diu que és "un dels llibres més lúcids, elevats i bells que s'han escrit durant molt de temps sobre la nostra civilització", i hi afegeix que "aquest llibre auster, d'una audàcia a voltes terrible, despietada i alhora admirablement mesurada, d'un cristianisme sincer i puríssim, és una lliçó sovint amarga, però d'estranya elevació del pensament". Estava tan fascinat per l'obra que digué que li semblava "impossible imaginar el renaixement d'Europa sense prendre en consideració els suggeriments esbossats per Simone Weil".
El poeta i crític Kenneth Rexroth tenia una opinió negativa de l'obra, i va escriure el 1957 que era "una col·lecció de disbarats atroços" i "una relíquia estranya i vergonyosa d'un passat massa immediat".